# Monte Hermoso partido
Monte Hermoso egy partido Argentína középpontjától keletre, Buenos Aires tartományban. Székhelye Monte Hermoso.

## Népesség
A partido népessége a közelmúltban a következőképpen változott:
| Év   | Lakosság |
| ---- | -------- |
| 2001 | 5479     |
| 2010 | 6499     |